# Jan Kozicki (inżynier)
Jan Kozicki (ur. 15 grudnia 1978 w Gdyni) – inżynier, architekt, doktor hab. nauk technicznych, specjalista w dziedzinie teorii konstrukcji i inżynierii materiałowej.
Ukończył studia magisterskie na wydziale budownictwa (w 2002) Politechniki Gdańskiej. Jego praca magisterska u prof. J. Tejchmana dotycząca modelowania dyskretnego materiałów kruchych (takich jak beton) kontynuowana była przezeń i później u tego samego promotora i uwieńczona została obroną pracy doktorskiej w 2009 (tytuł pracy napisanej w języku angielskim: "Application of Discrete Models to Describe the Fracture Process in Brittle Materials"). W tym samym okresie zainteresował się także architekturą w warunkach ekstremalnych, co znalazło swoje odbicie w ukończonej w 2004 drugiej pracy magisterskiej na wydziale architektury tej samej uczelni na temat projektu oryginalnej konstrukcji habitatu na potrzeby przyszłej wyprawy marsjańskiej.
W 2014 uzyskał stopień doktora habilitowanego nauk technicznych w zakresie budownictwa (specjalność: mechanika materiałów) na podstawie rozprawy habilitacyjnej Numeryczne modelowanie mikrostruktury w materiałach inżynierskich przy zastosowaniu metody elementów dyskretnych.
Wraz z żoną Joanną, poślubioną w 2003, kontynuuje prace związane z projektem bazy na Marsie, ale nadal znaczny obszar jego zainteresowań skupia się wciąż na zastosowaniach modelowania materiałów kruchych a także sypkich przy użyciu elementów dyskretnych. Metodą tą próbuje m.in. dokonywać symulacji kruszenia skał z użyciem cieczy, czym włączył się w proces przygotowania warsztatu badawczego na potrzeby rozwoju technologii wydobycia gazu z łupków.
Jan Kozicki jest laureatem kilku nagród krajowych i międzynarodowych, w tym m.in. w 2007 zajął II miejsce w Space Settlement Calendar Art Contest organizowanej przez amerykańską National Space Society; w 2008 i w 2009 wyróżniony został przez Fundację na rzecz Nauki Polskiej uzyskując stypendium "START" w grupie stu najlepszych młodych polskich naukowców poniżej 31 roku życia. Podobne wyróżnienie, w grupie 32 najlepszych naukowców poniżej 35 roku życia uzyskał w 2010 od Ministerstwa Nauki i Szkolnictwa Wyższego.

## Źródła
- Politechnika Gdańska o "doktorze z Marsa". mars24.info. [zarchiwizowane z tego adresu (2010-10-30)]., mars24.info
- strona domowa Jana Kozickiego